# Iglesia de los Sagrados Corazones (Miranda de Ebro)
La iglesia de los Sagrados Corazones de la localidad de Miranda de Ebro (provincia de Burgos, Castilla y León, España) es un templo católico que data del siglo XVI y está ubicada en el antiguo Convento de San Francisco. Es un templo edificado con estilo renacentista y barroco, donde destaca la espadaña en la portada de la iglesia.

## Historia
Desde el siglo XII están establecidas en Miranda de Ebro algunas de las órdenes religiosas más importantes de la época: Santa María de Bujedo (premostratenses), Santa María de Herrera (cistercienses), etc. Será en el siglo XIII cuando lleguen a Miranda los franciscanos que más tarde, en el siglo XVI, levantarían el Convento de San Francisco (actualmente Convento de los Sagrados Corazones).
El origen del convento está ligado al convento del mismo nombre en la ciudad de Vitoria que data de 1260, denominado Custodia de Vitoria, y que estaba constituido por siete Guardianías entre las que se encontraba el convento de Miranda. En 1268, un documento municipal nombra a Fray Juan Nicolás como guardián del convento de frailes menores de Miranda. Ésta es la fecha más antigua que se tiene sobre la presencia de los franciscanos en la ciudad. La construcción del actual templo fue promovida a finales del siglo XVI por algún miembro de la familia Padilla, Adelantados de Castilla, con la condición de poder ser enterrado en el crucero. 
El templo se convirtió en un centro muy importante para la villa: los hidalgos financiaron sus capillas, fue lugar para la celebración de elecciones, acogió una hospedería de peregrinos e incluso se utilizó como hospital de guerra a partir de 1795. Durante la Guerra de la Independencia un incendio arrasó la Biblioteca conventual. El edificio terminó en manos privadas a raíz de la Desamortización de 1836. 

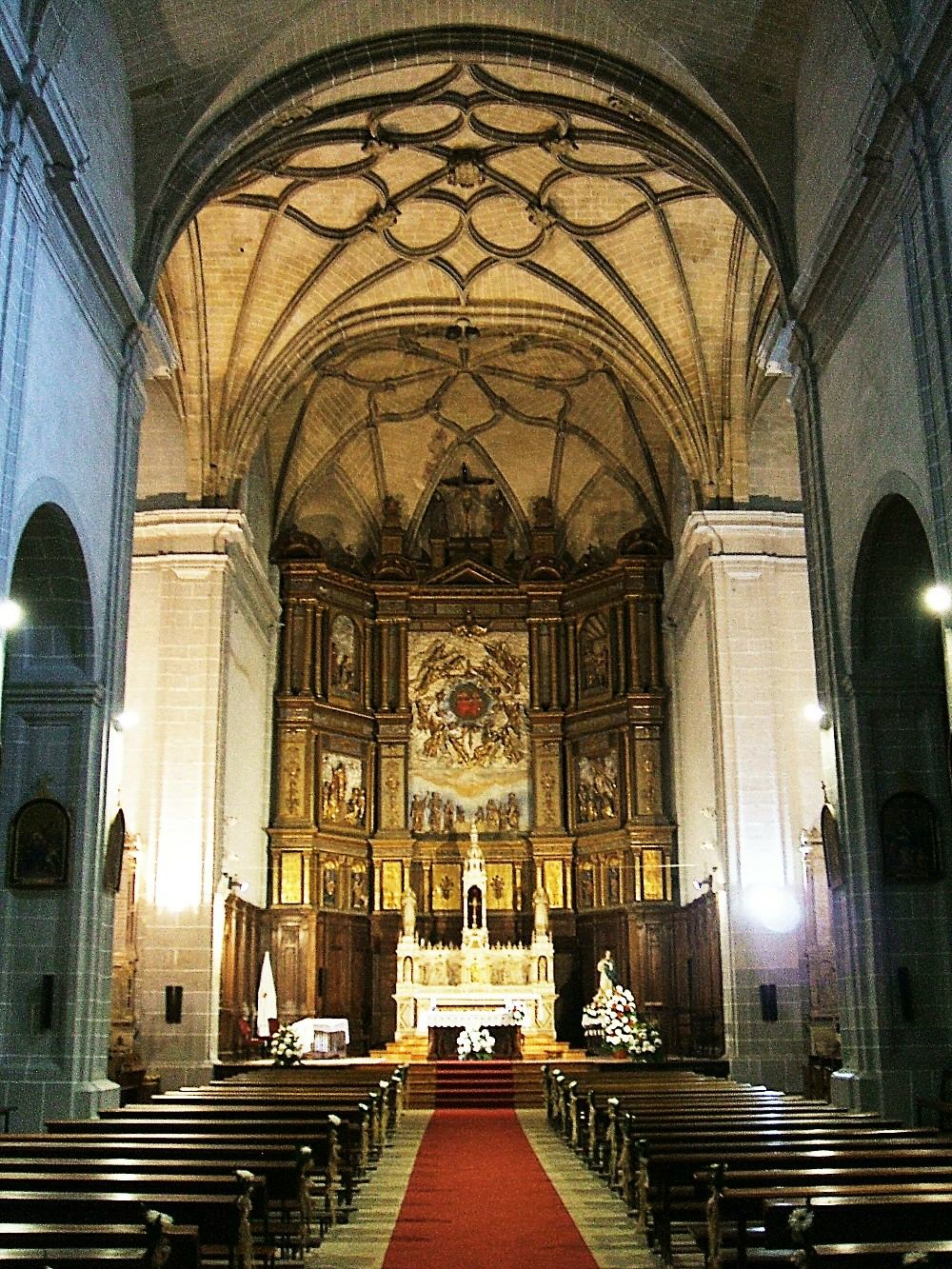
Cabecera de la iglesia.

En 1880, la congregación de los Sagrados Corazones ocupó el Convento, devolviéndole su función religiosa inicial y ampliándolo para ejercer la docencia, hasta convertirlo en uno de los colegios privados más importantes del norte de España, a donde enviaban sus hijos las familias más acaudaladas. El Colegio fue fundado por los padres Wilfredo Muller y Bernardo María Garric y los hermanos Agapito Polissei y Ludgero Kimdermann. Se puede decir que nada queda del convento anterior al siglo XVI y es de suponer que era muy pequeño, porque si no, no se habría derruido, y además quedarían restos. Sin embargo, tanto la iglesia como el claustro se encuentran actualmente en perfecto estado.
En la actualidad no se celebra culto regular y el templo está cerrado al público; sólo se utiliza para celebraciones especiales, como bodas. Parte de las antiguas dependencias conventuales, incluyendo el claustro, se integran en un negocio privado de hostelería que abrió sus puertas, tras una labor de restauración y acondicionamiento, 1996. El resto del conjunto, una edificación casi exenta en forma de "L", sigue funcionando como institución de enseñanza, el Colegio de los Sagrados Corazones. Cabe añadir que el conjunto se alza en la falda de la ladera del llamado Monte de los Frailes, un espacio de esparcimiento formado por plantaciones de coníferas y diversos senderos que lo recorren, con pequeñas zonas acondicionadas para la estancia o la contemplación del paisaje. En la parte del monte adyacente al edificio se sitúan algunas estatuas religiosas y una fuente en la que figura inscrito el año de 1776.

## Descripción

### Iglesia

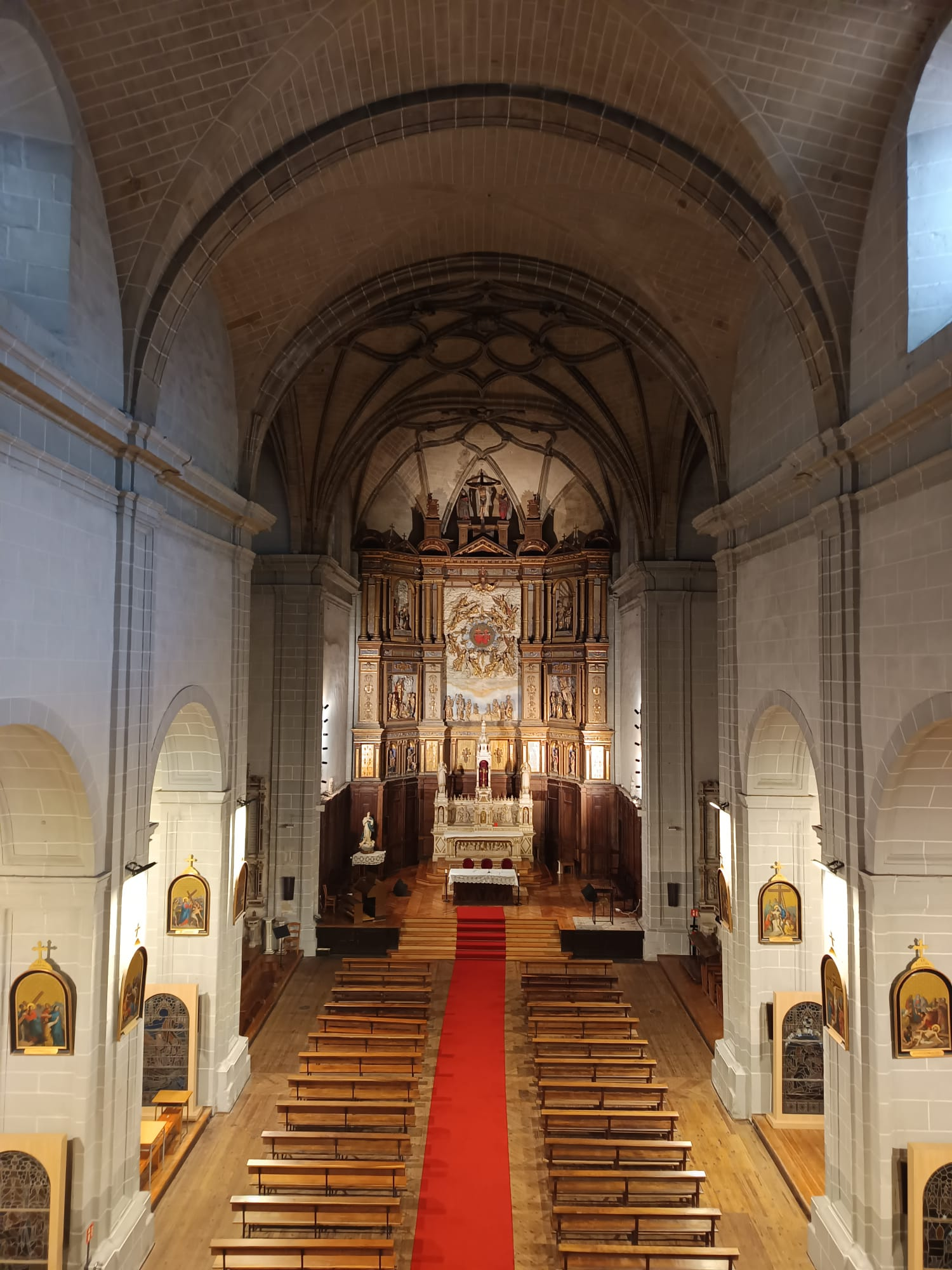
Interior de la Iglesia.

El templo tiene planta de salón con una sola nave de cinco tramos, ábside poligonal de cinco paños, crucero y capillas laterales entre los contrafuertes. Estos están coronados por cornisa moldurada que recorre todo el exterior del edificio y confiere una cierta horizontalidad al conjunto, sólo rota por la monumental espadaña.
El inicio de construcción de la actual iglesia transcurrió en la década de los años 1570 y es posible que trabajasen los mismos canteros de la iglesia de Santa María de Altamira. Se sabe con seguridad que el crucero es obra de los canteros Domingo de Iturrieta, Martín Ibáñez, Domingo de Ugalde y Pedro de la Torre Bueras. En 1576 la cabecera estaba casi concluida, a falta de la cubierta. En 1594 se realizó ésta con bóvedas de crucería estrelladas hasta el crucero, a la vez que se iban construyendo algunas capillas. Los escudos de la familia Padilla se disponen sobre la bóveda del crucero. 

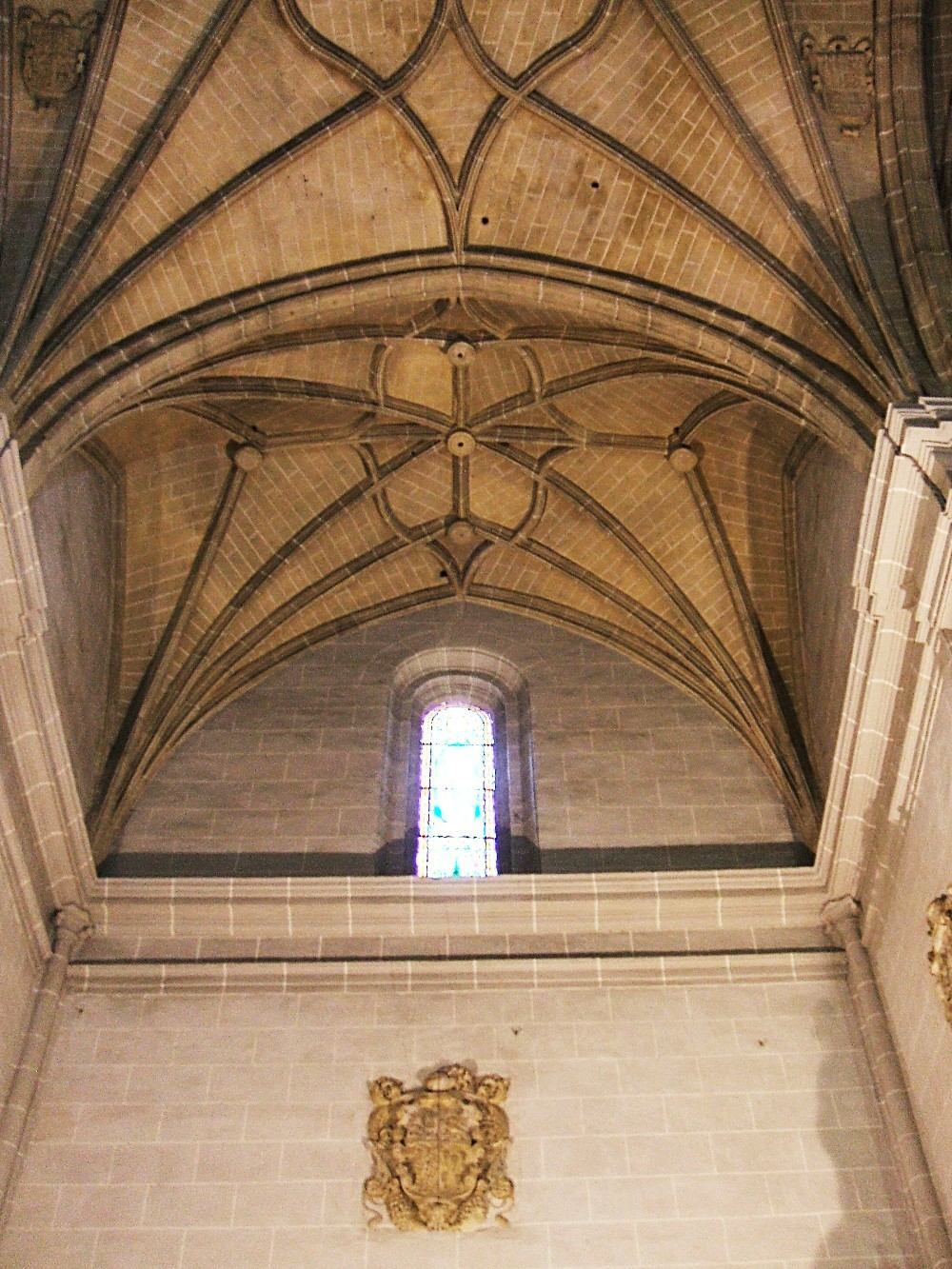
Bóvedas del brazo septentrional del transepto y del crucero

La falta de medios económicos hizo que las obras estuviesen paradas hasta finales del siglo XVII (de 1693 en adelante), cuando se levantaron la nave, el resto de capillas, el coro, el pórtico y la espadaña, obras todas de Juan y Miguel Martínez. Las bóvedas de los cinco tramos de la nave y las de las capillas laterales son sencillas, de arista. La Capilla Mayor, los brazos del crucero o transepto, y las capillas laterales están guarnecidos por retablos, altares y lienzos de buena factura artística y agradable estética, inspirada en modelos góticos y renacentistas, aunque el valor de este mobiliario es limitado al tratarse de obras modernas. El Retablo Mayor es una estructura dorada y policromada de dos cuerpos, más predela y ático. Los cuerpos se dividen en tres calles, siendo la central más ancha que las laterales. En la calle central, fusionando los dos cuerpos, se representa la exaltación de los Sagrados Corazones de Jesús y María, entre nubes y ángeles.
Aunque el conjunto de la fábrica responde al estilo renacentista, la espadaña le otorga un aspecto barroco. Consta ésta de tres cuerpos: en el primero se abre el arco de entrada que da paso a un pórtico con puerta interior bajo arco arquitrabado, flanqueada por dos juegos de pilastras a cada lado y sobre él un friso y un tímpano semicircular; inmediatamente por encima, adosado a la fachada, se muestra un gran escudo franciscano; en el segundo cuerpo se curvan los extremos dando paso al tercer cuerpo formando la espadaña, que es doble y alberga las campanas en tres vanos de medio punto. La cúspide es rematada en frontón triangular.

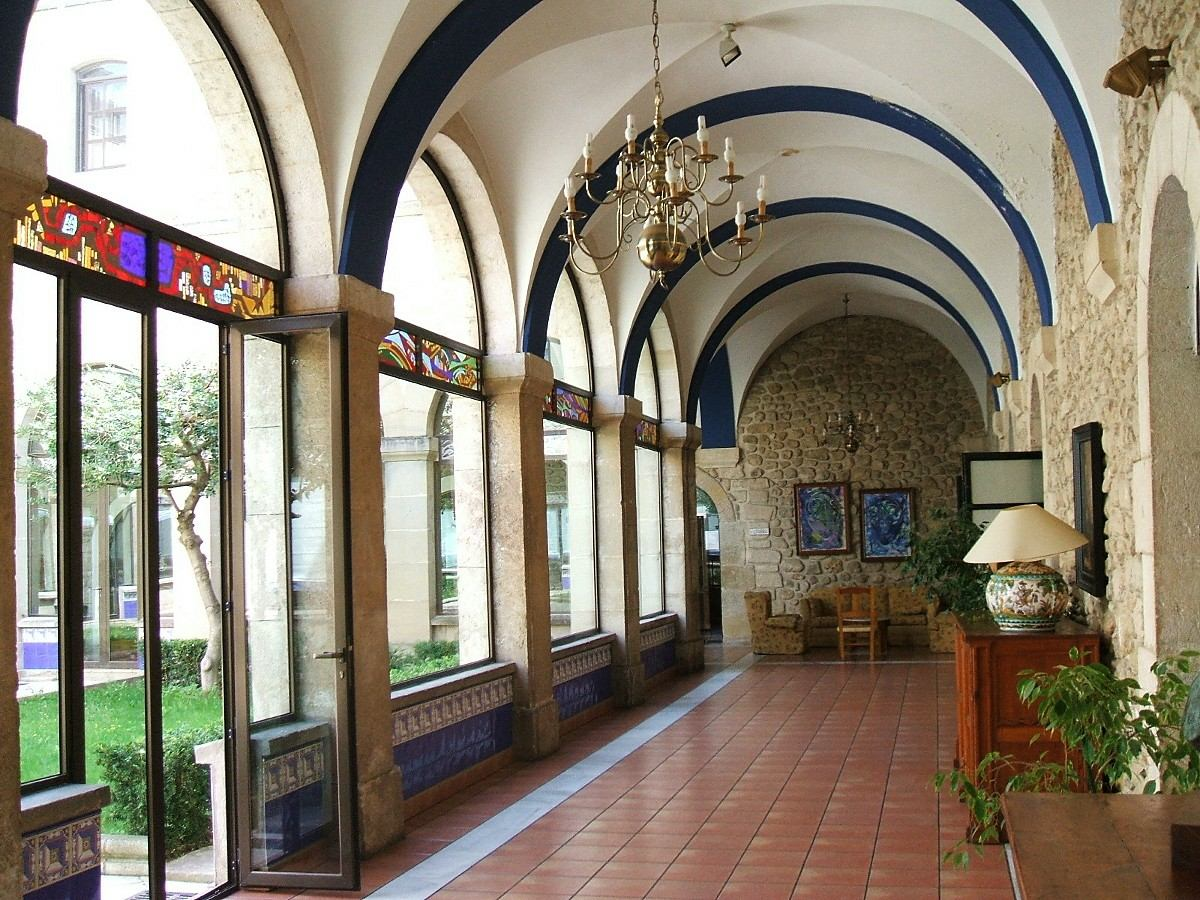
Claustro del antiguo convento.

Posee un órgano construido por Norbert Duputel en Ruan, en el año 1884, para la iglesia de los religiosos de los Sagrados Corazones de Le Havre. Pero la ley de desamortización francesa obligó a la congregación a trasladar este instrumento a la iglesia de Sagrados Corazones de Miranda de Ebro. Es de estilo romántico francés y fue restaurado en 2007.

### Claustro
Fue empezado a construir junto con la iglesia en el último tercio del siglo XVI, por los mismos canteros implicados en el levantamiento de la cabecera del templo. Austero en extremo y carente de cualquier ornamentación, presenta planta rentagular, con dos pandas de siete tramos y dos de cinco. Las arquerías, de medio punto, están actualmente acristaladas. Sus luces, a la altura de la línea de imposta, son recorridas a modo de cenefa vítrea por una vidriera elaborada en 1995 por el artista Gabriel Horn, religioso de los Sagrados Corazones. En ella, el autor plasma su visión de Hispanoamérica desde 1492, año del Descubrimiento, hasta nuestros días. El abovedamiento es de arista. Formando parte de un negocio de hostelería, el espacio está completamente restaurado y acondicionado para la celebración de convites y otros actos sociales.

### Colegio
Tras la llegada de la congregación de los Sagrados Corazones se inició la construcción de un edificio anexo a la iglesia para albergar las aulas del nuevo colegio. El edificio, ya citado, es de estilo ecléctico en forma de "L" y está construido en mampostería casi en su totalidad y con sillares en las esquinas y ventanas. Cuenta con tres plantas separadas en líneas de imposta. Resalta la uniformidad en como se reparten los huecos de las ventanas solamente rota por el remate escalonado del tejado. En su interior destaca la marquesina metálica que rodea casi todo el patio.

## Galería de imágenes

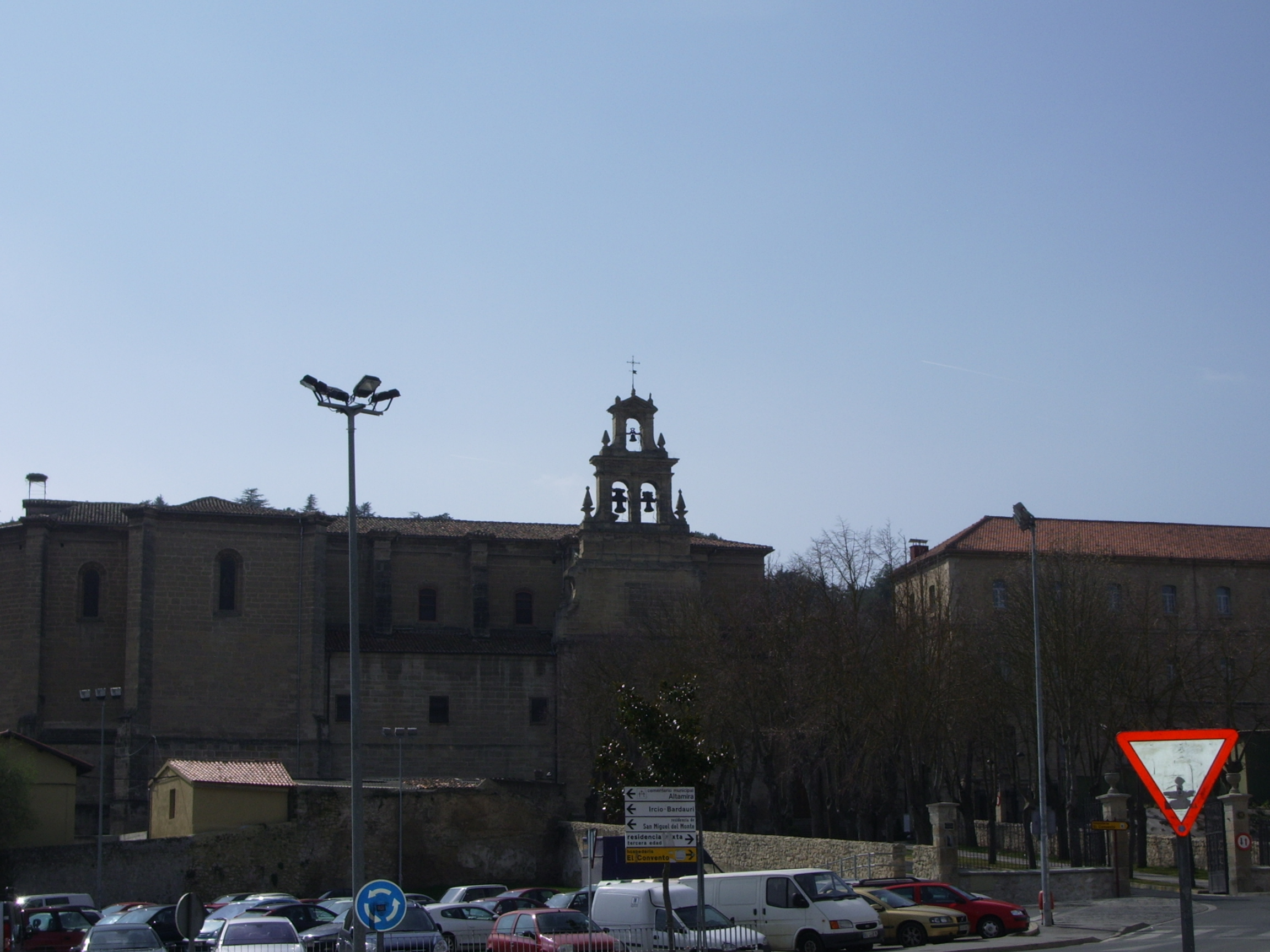
Vista completa
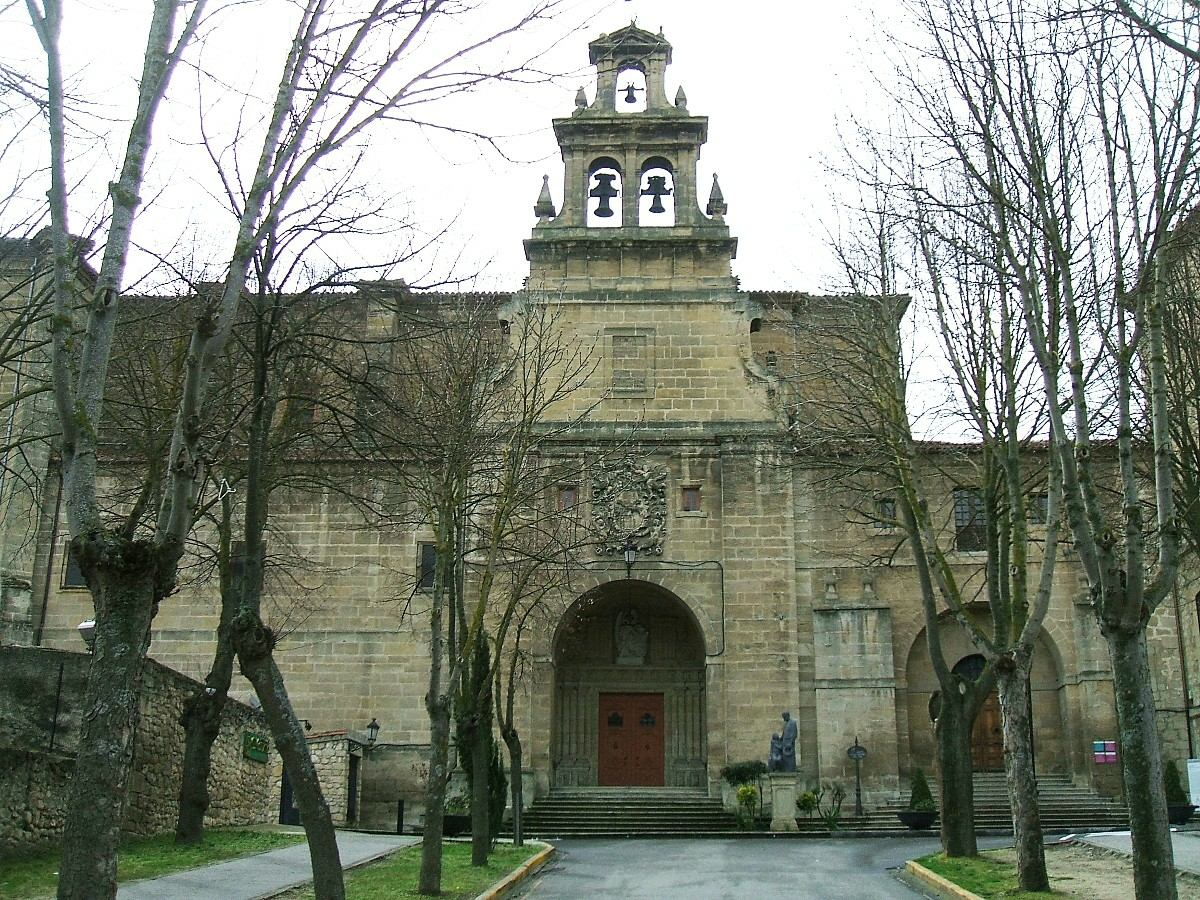
Fachada de la iglesia
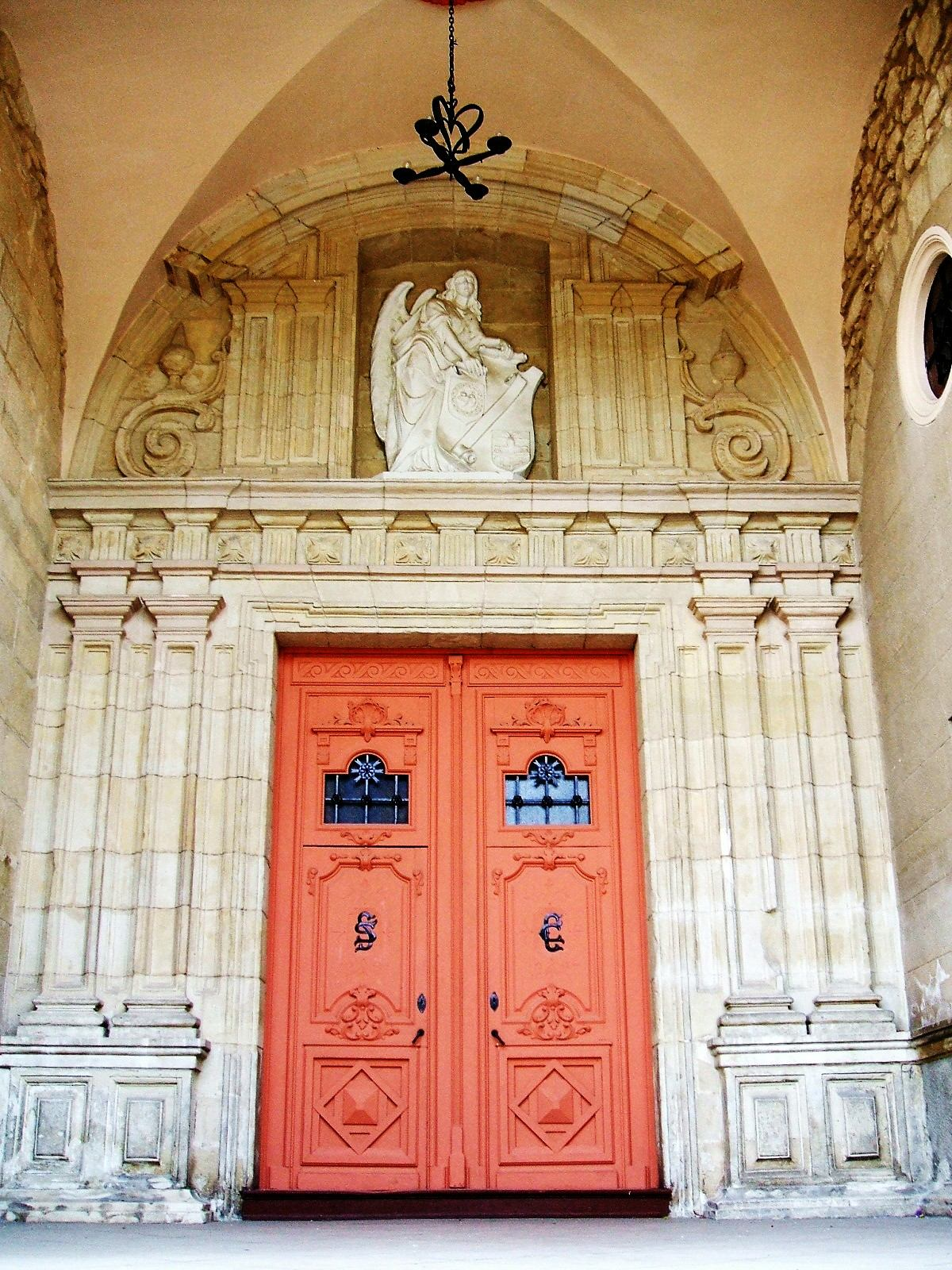
Portada de la iglesia
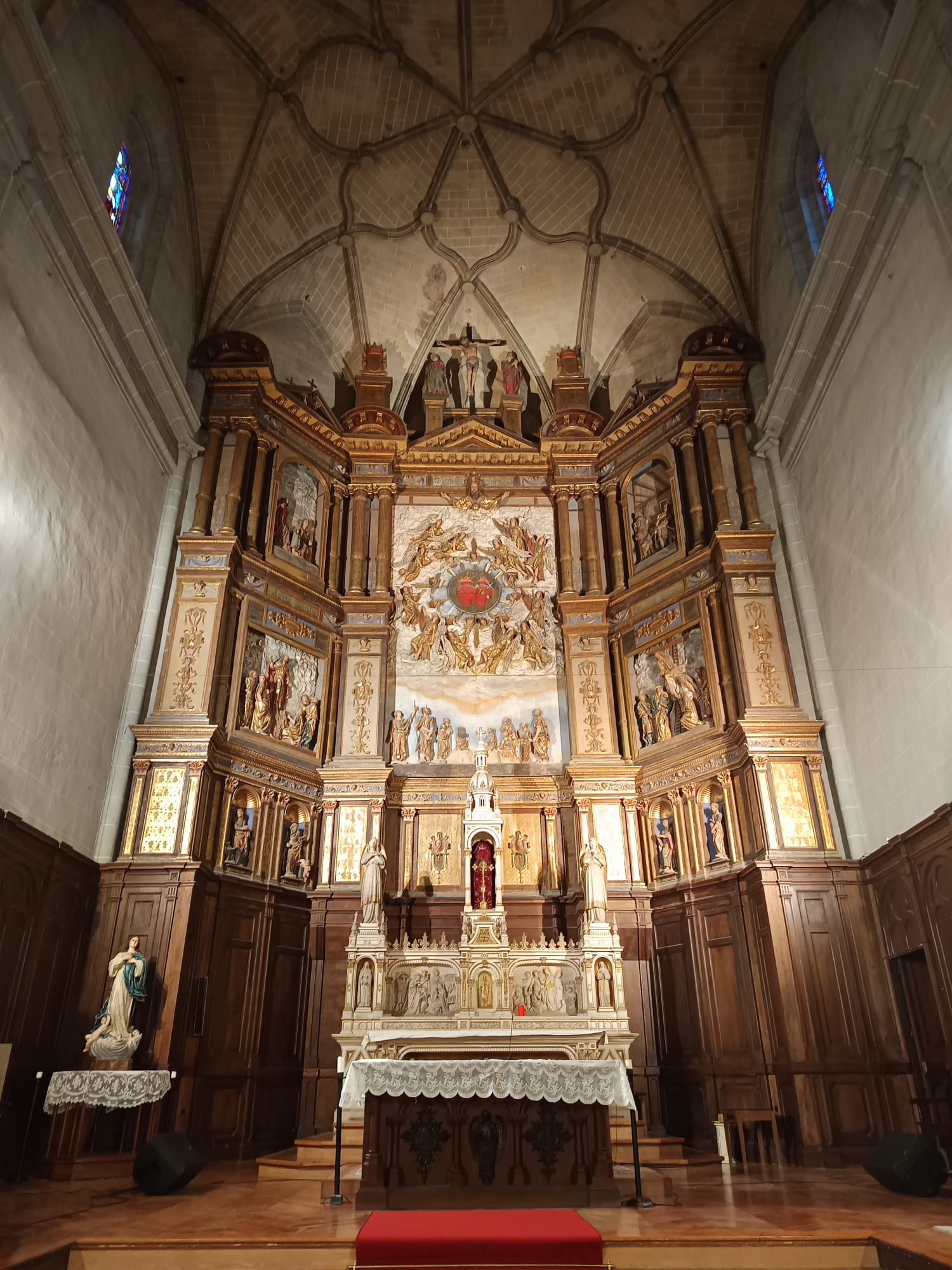
Retablo Mayor de la iglesia
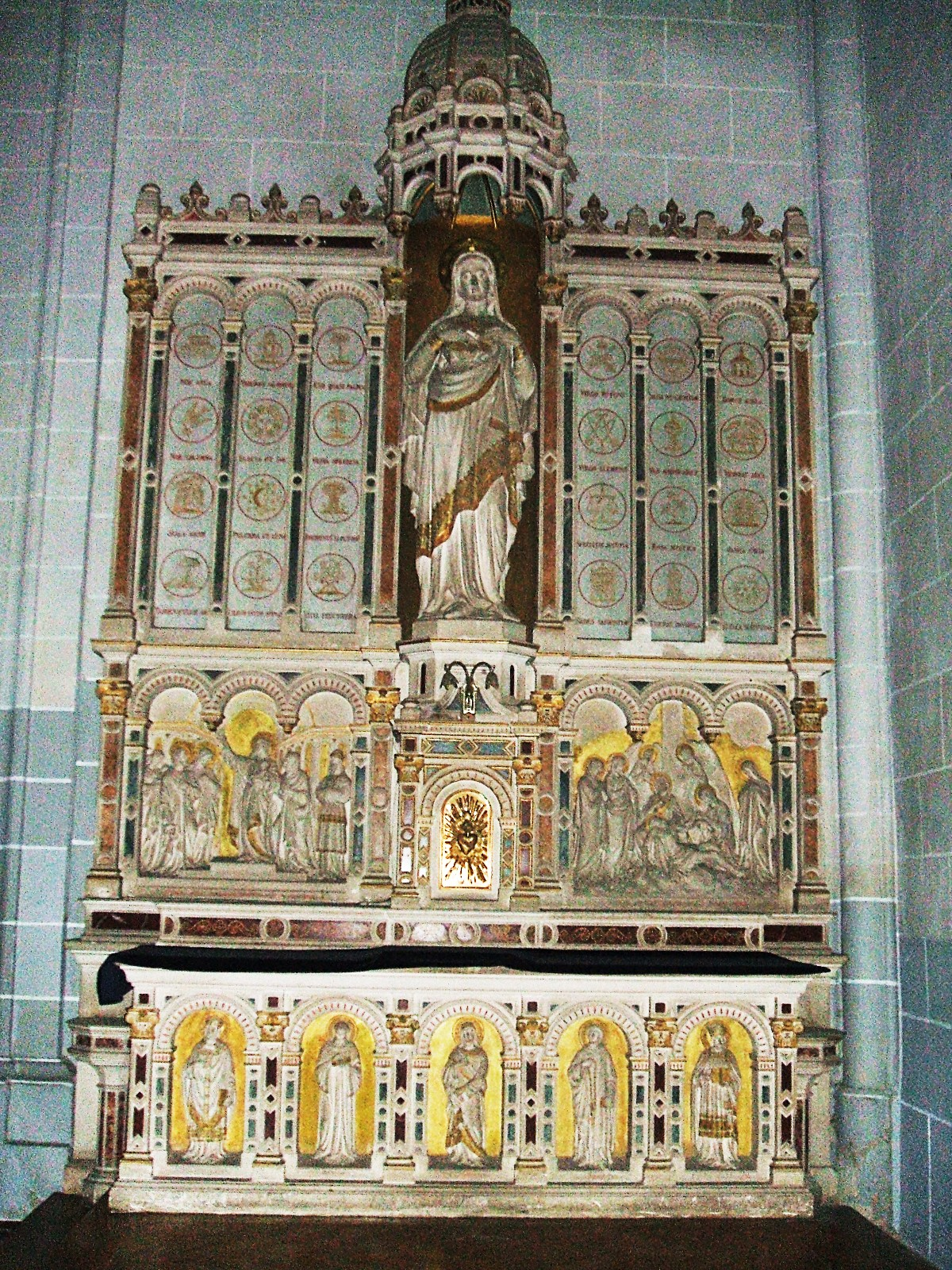
Altar en el transepto de la iglesia
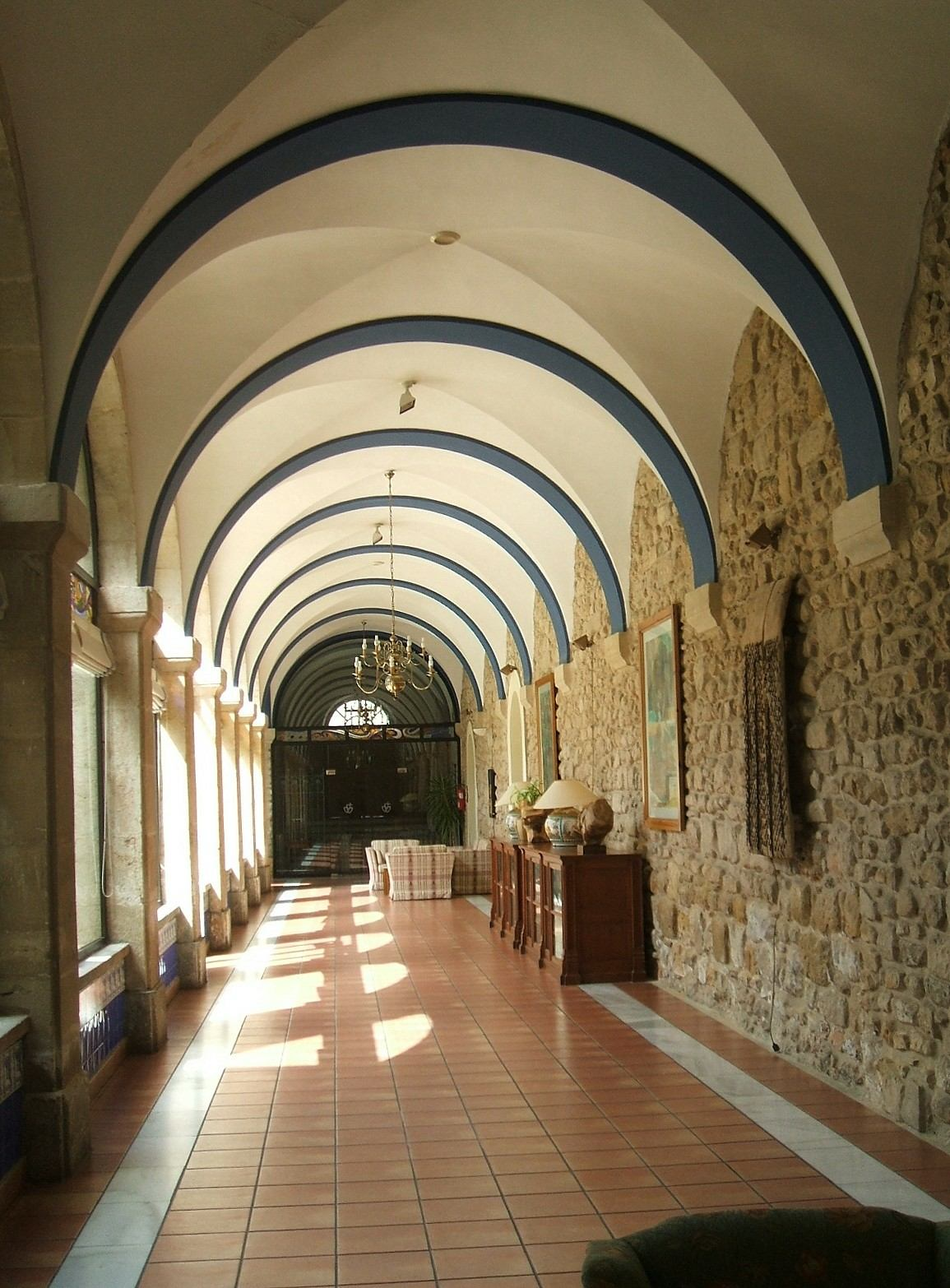
Claustro del antiguo convento
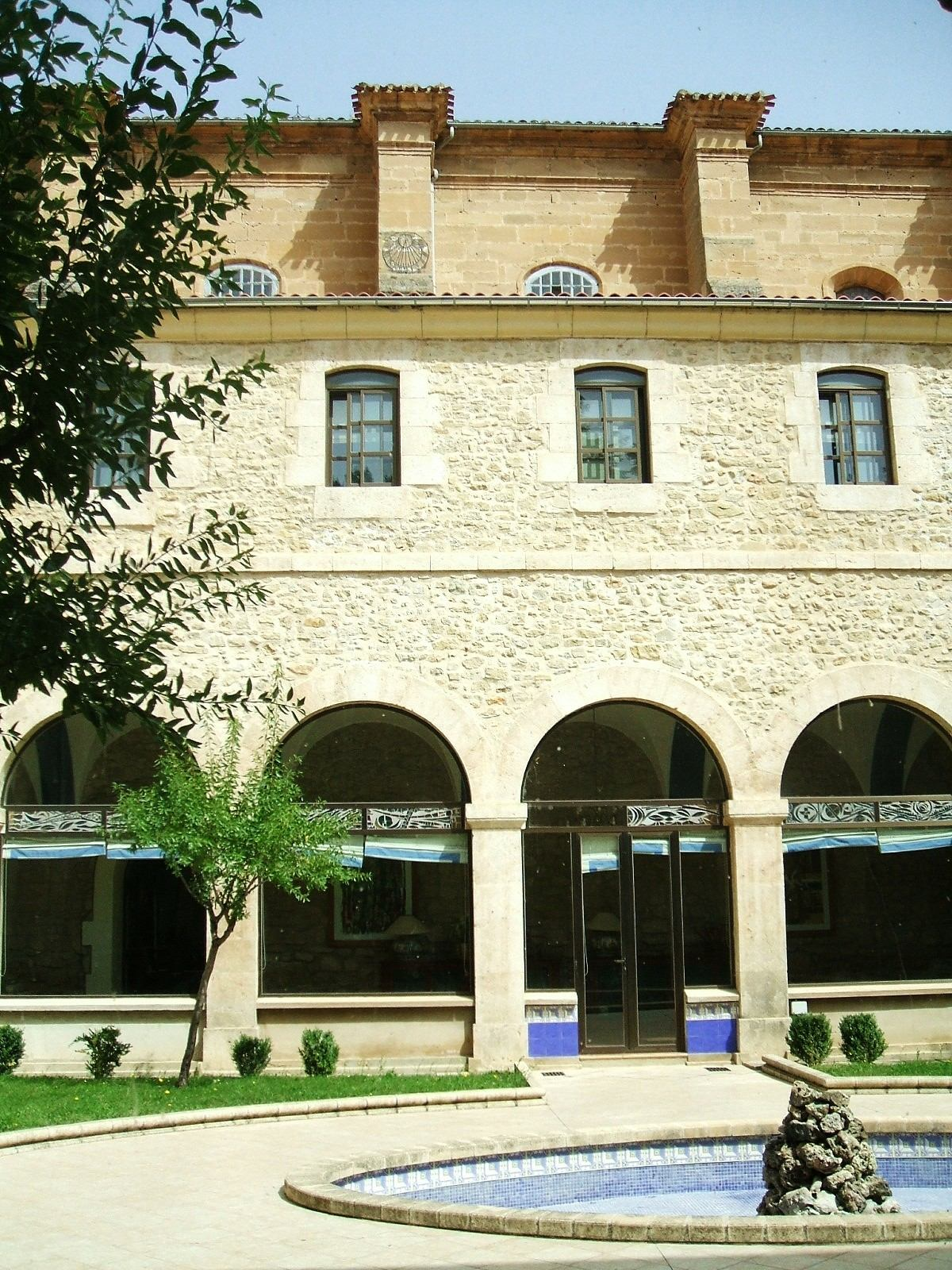
Claustro del antiguo convento